# Troldhaugen
Troldhaugen je nekdanji dom norveškega skladatelja Edvarda Griega in njegove žene Nine Grieg. Troldhaugen je v Bergnu na Norveškem in je sestavljen iz muzeja Edvarda Griega, Griegove vile, koče, v kateri je skladal glasbo, ter njegovega in ženinega groba.

## Ozadje
Stavbo je zasnoval Griegov bratranec, arhitekt Schak Bull. Ime izhaja iz trold, kar pomeni trol, in haug iz staronordijske besede haugr, ki pomeni 'hrib' ali 'grič'. Grieg naj bi rekel, da so otroci bližnjo dolino poimenovali »Dolina trolov« in tako je poimenovala tudi svojo stavbo. Sam Edvard Grieg je stavbo imenoval »moja najboljša kompozicija doslej«.
Edvard in Nina Grieg sta dokončala gradnjo Troldhaugna leta 1885. V Troldhaugnu sta živela, ko je bil on doma na Norveškem, večinoma poleti. Troldhaugen je bil dom Edvarda Griega od aprila 1885 do njegove smrti. Po smrti moža leta 1907 se je Nina Grieg preselila na Dansko, kjer je preživela preostanek svojega življenja. Pepel Griega in njegove žene počiva v gorski grobnici blizu hiše.
Troldhaugen je značilna rezidenca iz 19. stoletja s panoramskim stolpom in veliko verando. Griegova majhna skladateljska koča gleda na jezero Nordås. Grieg je ovekovečil ime svojega doma v eni od svojih klavirskih skladb, Poročni dan v Troldhaugnu, opus 65, št. 6.

## Muzej Edvarda Griega Troldhaugen
Troldhaugen in njegova okolica zdaj delujeta kot Muzej Edvarda Griega Troldhaugen, ki je posvečen spominu na Edvarda Griega. Leta 1995 je bila dozidana muzejska stavba s stalno razstavo o življenju in glasbi Edvarda Griega ter trgovina in restavracija. V dnevni sobi vile stoji Griegov lastni klavir Steinway, ki ga je dobil kot darilo ob srebrni obletnici poroke leta 1892. Danes se glasbilo uporablja za zasebne koncerte, posebne priložnosti in intimne koncerte v zvezi z mednarodnim festivalom v Bergnu. Poleg tega je priznani norveški pianist Leif Ove Andsnes posnel album z izbori iz Griegovih desetih zvezkov Lyric Pieces.
Koncertna dvorana Troldsalen ponuja sklope koncertov v poletnih in jesenskih mesecih ter številne druge koncerte in dogodke. Troldsalen, ki je bil dokončan leta 1985, je elegantna in lepa koncertna dvorana z odlično akustiko. Okna od stropa do tal za odrom nudijo občinstvu čudovit pogled na skladateljevo kočo in jezero Nordås.

## V popularni kulturi
Avstralska eksperimentalna folk metal skupina Troldhaugen je svoje ime prevzela po domače, prav tako pa je v svojo lastno vključila odlomke Griegove glasbe.

## Drugi viri
- Torsteinson,  Sigmund (1978) Femti ar med Troldhaugen: Glimt fra museumstiden 1928-1978 (Gyldendal)
- Torsteinson,  Sigmund  (1960) Troldhaugen med en kort biografi om Edvard Grieg (John Grieg)
- Kayser, Audun  (1980) Troldhaugen: Nina and Edvard Griegs home  (John Grieg)
- Nordhagen, Per Jonas (1992)  Bergen Guide & Handbook  (Bergensia-forlaget) ISBN 82-91104-01-8